# Alseodaphne macrantha
Alseodaphne macrantha är en lagerväxtart som beskrevs av Kostermans. Alseodaphne macrantha ingår i släktet Alseodaphne och familjen lagerväxter. Inga underarter finns listade i Catalogue of Life.